# Ziemia lubelska

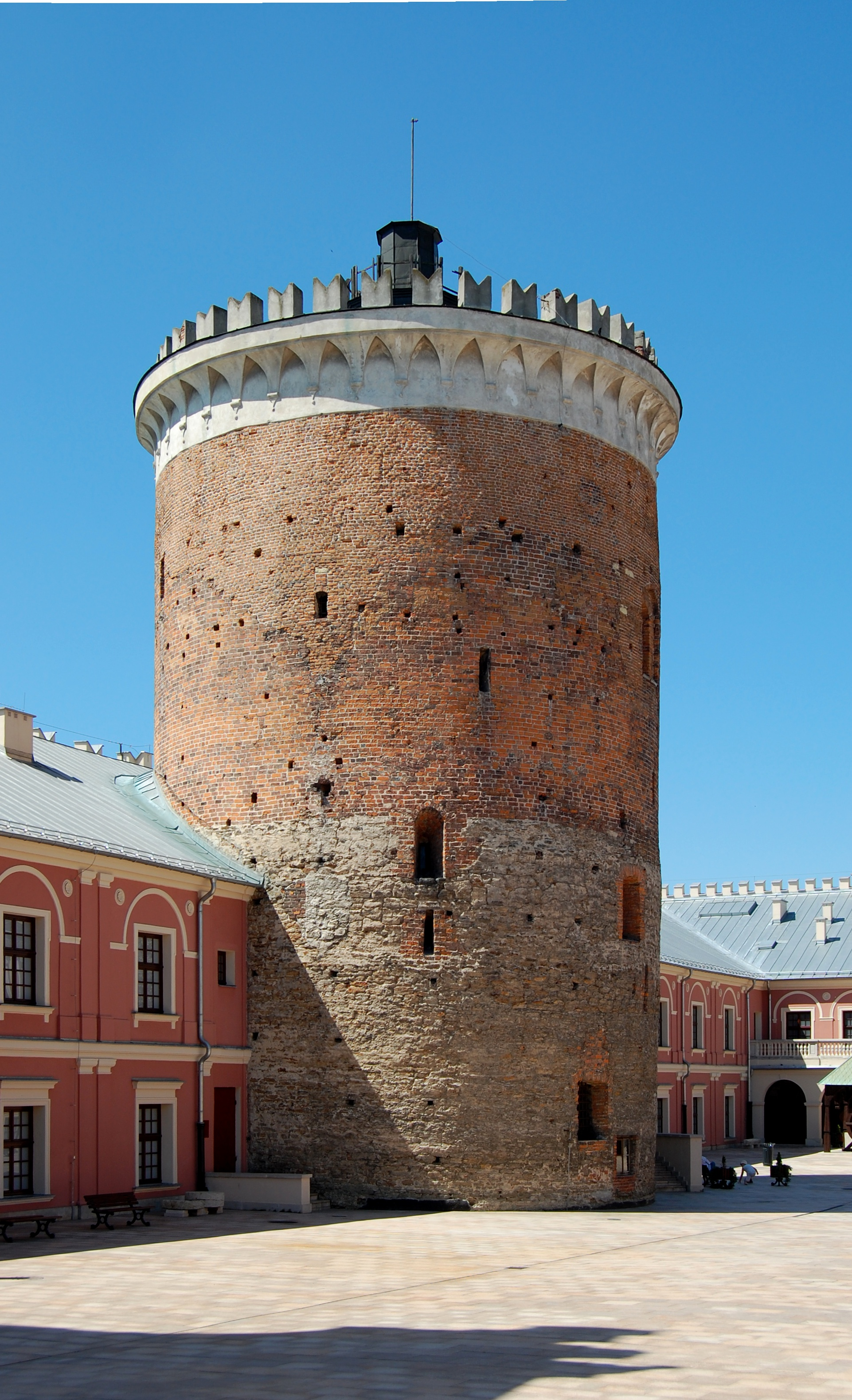
Donżon w Lublinie powstały na przełomie XIII/XIV wieku

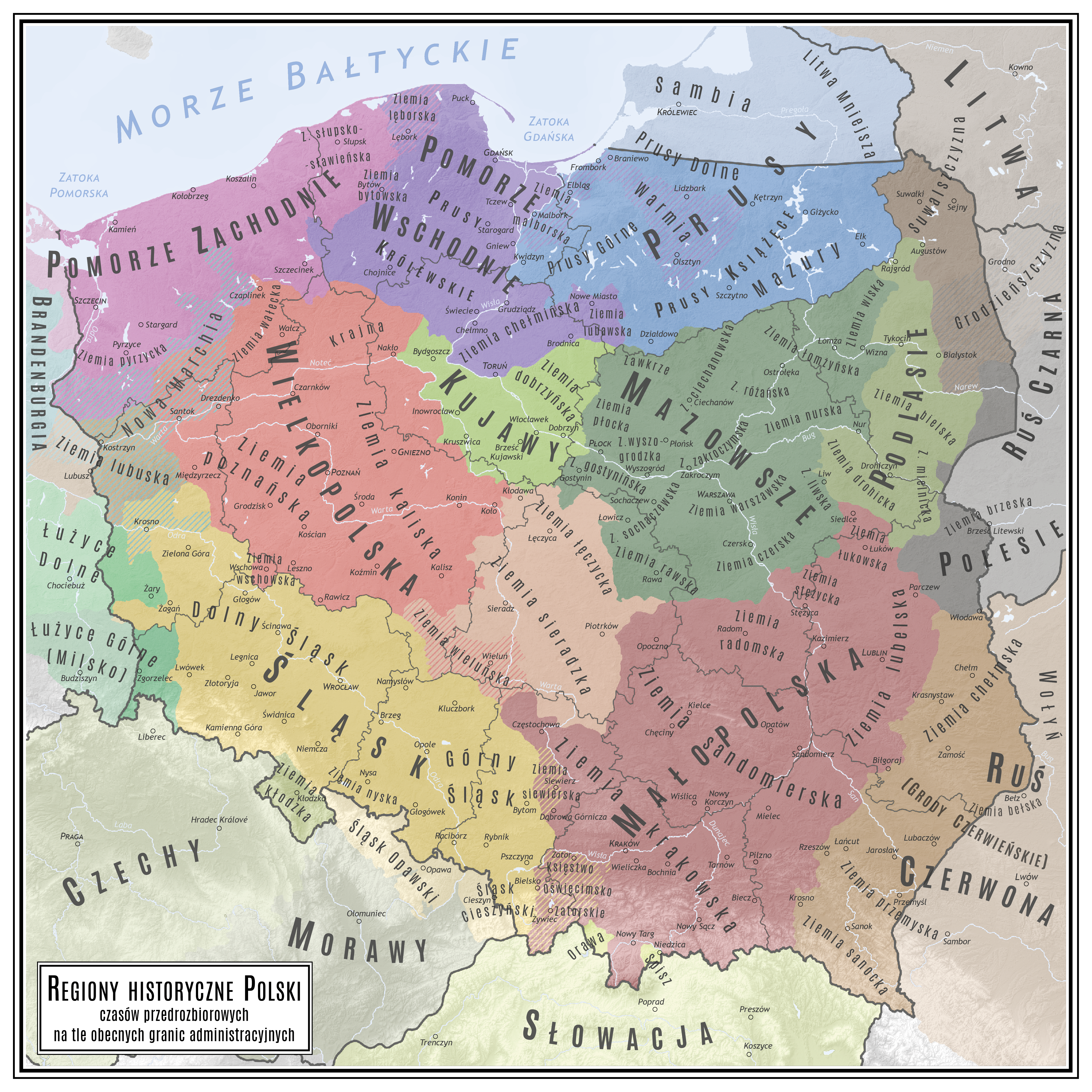
Ziemia lubelska i inne krainy historyczne Polski na tle współczesnych granic administracyjnych

Ziemia lubelska (łac. Terra Lublinensis) – polska jednostka terytorialna w średniowieczu.
Poświadcza się znanych kasztelanów lubelskich od 1230 r.
Jan Długosz przedstawiał, że ziemia lubelska była gęsto zasiedlona rolnikami i innymi osadnikami, jednakże napady sąsiednich pogan niszczyły region. W 1241 r. najazd Mongołów zburzył Lublin i grody obronne ziemi lubelskiej, co otworzyło drogę do późniejszych najazdów na zamożne i rolnicze ziemie. Wielki najazd Litwinów, Prusów i Jaćwingów w 1244 r. spustoszył ziemię kompletnie, a ludność uprowadzono w niewolę. Kolejne spalenie Lublina miało miejsce w 1255 r. poprzez najazd Mendoga.
Na prośbę Kazimierza III Wielkiego w 1359 r. biskup krakowski Jan Bodzanta zrzekł się należnej mu dziesięciny na 30 lat z ziemi lubelskiej i łukowskiej, które zostały spostuszone przez Tatarów i Litwinów.
Stanisław Kuraś zauważa, że już w połowie okresu panowania Kazimierza III Wielkiego – ziemia lubelska należąca formalnie do województwa sandomierskiego zaczyna się wyodrębniać, posiadając wiele urzędów ziemskich jak osobnego starostę, sędziego, chorążego, wojskiego. Na przełomie XIV/XV wieku pojawiły się pozostałe rodzaje urzędników ziemskich: podkomorzy, podsędek, podczaszy, podstoli, łowczy.
Kazimierz IV Jagiellończyk wydzielił z województwa sandomierskiego poza Wisłą i Sanem nowe województwo lubelskie obejmujące ziemię lubelską wraz z ziemią łukowską. Utworzenie nowego województwa potwierdził w 1474 r. sejm piotrkowski.

## Granice
Najstarsze granice ziemi lubelskiej nie są znane, lecz zapewne pokrywały się z granicami archidiakonatu lubelskiego. Stanisław Kuraś przypuszczał zatem, że tak samo jak archidiakonat – wczesnośredniowieczna kasztelania lubelska rozciągała się na tereny także i na lewym brzegu Wisły i nie obejmowała historycznych powiatów urzędowskiego i łukowskiego.
W 1359 r. miały miejsce rozgraniczenia ziemi lubelskiej z ziemią chełmską, gdzie granica przebiegała od rzeki Wieprz, między wsiami: Oleśniki, Suchodoły, Częstoborowice, Pilaszkowice po stronie polskiej, oraz wsie Dobryniów, Stężyca, Gorzków, Żółkiew po stronie ruskiej.

## Herb

Herb woj. lubelskiego nawiązujący do herbu ziemi lubelskiej

Jan Długosz w swych Rocznikach wymienił wśród chorągwi polskiego rycerstwa spod bitwy pod Grunwaldu (1410) także chorągiew ziemi lubelskiej, która „miała za herb jelenia z rozłożystymi rogami w polu czerwonym”. Bardziej szczegółowy opis herbu Długosz zawarł w dziele z lat 1464–1480, gdzie napisał:

Lubliniensis terra que cervum cornutum ad saltandum erectum, cuius collum corona aurea insignitum est, in campo rubeo portat.

Ziemia lubelska nosi w polu czerwonym jelenia rogatego do skoku wspiętego, którego kark zdobi korona złota.

Po utworzeniu województwa lubelskiego w 1474 roku herb ten stał się herbem województwa.